# Egeralja
Egeralja is een plaats (község) en gemeente in het Hongaarse comitaat Veszprém. Egeralja telt 268 inwoners (2001).